# Kocherinovo (huyện)
Kocherinovo là một huyện thuộc tỉnh Kyustendil, Bungaria. Dân số thời điểm năm 2001 là 6607 người.